# Edmé Bourdais
Pour les articles homonymes, voir Bourdais.
 (octobre 2022).
Edmé Adrien Bourdais, né le 26 octobre 1820 à Saint-Servan, mort le 10 avril 1861 devant le fort de My-Tho en Indochine, est un officier de marine qui participa à la guerre de Crimée, à la guerre d'Italie, aux opérations de la région de Saïgon.

## Biographie
Entré à l'École navale en 1836. Enseigne de vaisseau, il embarque sur la corvette La Boussole , qui fait campagne dans le Pacifique, où il prend part à l'annexion des îles Marquises et à l'établissement du protectorat français de Tahiti.
Promu capitaine de frégate en 1856, après avoir fait la guerre de Crimée, il prend en 1859 le commandement de la corvette à vapeur Monge, avec laquelle il part en mer de Chine ;.
Commandant d'une expédition destinée à prendre Mytho en Cochinchine, il est tué, le 10 avril 1861, par un boulet de canon sur la passerelle du Monge.

## Affectations
- 1836-1838 : Borda , vaisseau de l' École navale / Brest
- 1838-1840 : 	Vaisseau Iéna    Escadre de la Méditerranée
- 1840 : 	 Le Souverain   Station de l'océan Pacifique
- 1845  	: La Bousole, Escadre d'évolutions
- 1847-1848 : Jupiter   Escadre de la Méditerranée
- 1849 : Frégate à roues Panama , Escadre d'évolutions
- 1851-1853 :  Aviso à vapeur Caton, Division du Levant
- 1854 :  Gomer, Escadre de la Méditerranée
- 1855-1856 : Directeur du port. Détachement débarqué à la bataille d'Eupatoria (Crimée)
- 1857 : Vaisseau Prince Jérôme, Escadre d'évolutions
- 1857 :	Vaisseau Napoléon, Escadre d\'évolutions
- 1859-1861 : Aviso à hélice Monge, Escadre des mers de Chine
- 1861 : Flottille fluviale de Cochinchine    Mytho, Cochinchine

## Décorations
- Le lieutenant de vaisseau Bourdais a été nommé chevalier de la Légion d'honneur, par décret du 14 août 1852.[réf. souhaitée]
- Le capitaine de frégate Bourdais a été promu officier de la Légion d'honneur, par décret du 30 décembre 1858.

## Hommages
- En Bretagne, au moins trois rues portent son nom, d'après Les Noms qui ont fait l'histoire de Bretagne, 1997.
  - rue du Commandant Edmé Bourdais à Lorient
  - rue du Commandant Edmé Bourdais à La Turballe
  - impasse du Commandant Bourdais à SaintServan
- Deux navires français ont porté le nom du commandant Bourdais.
  - De 1928 à 1945 : une canonnière
  - De 1963 à 1990, un aviso escorteur de la Marine nationale porta le nom de Commandant Bourdais (indicatif visuel F740).